# 1122 w polityce

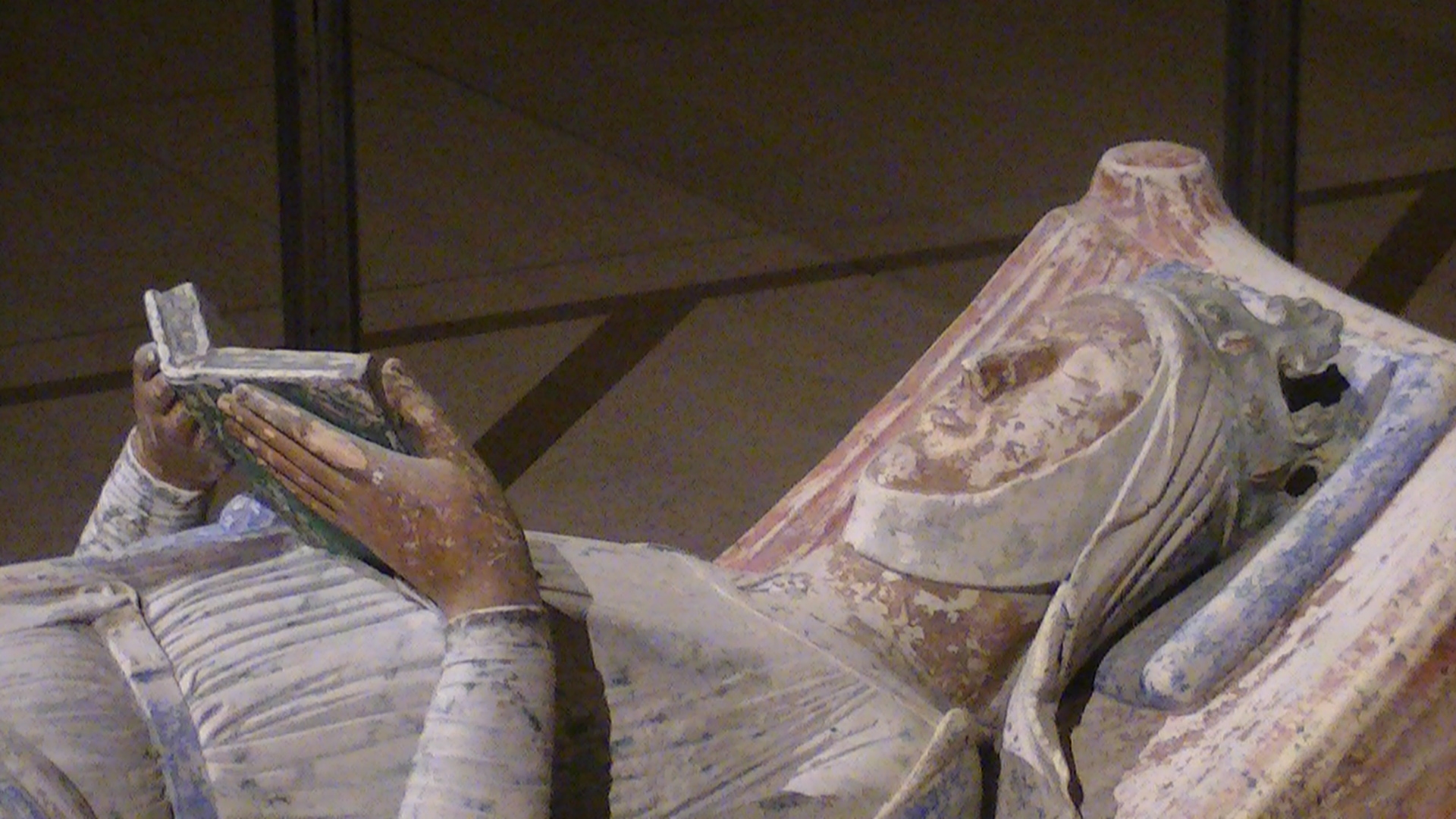
Nagrobek Eleonory Akwitańskiej

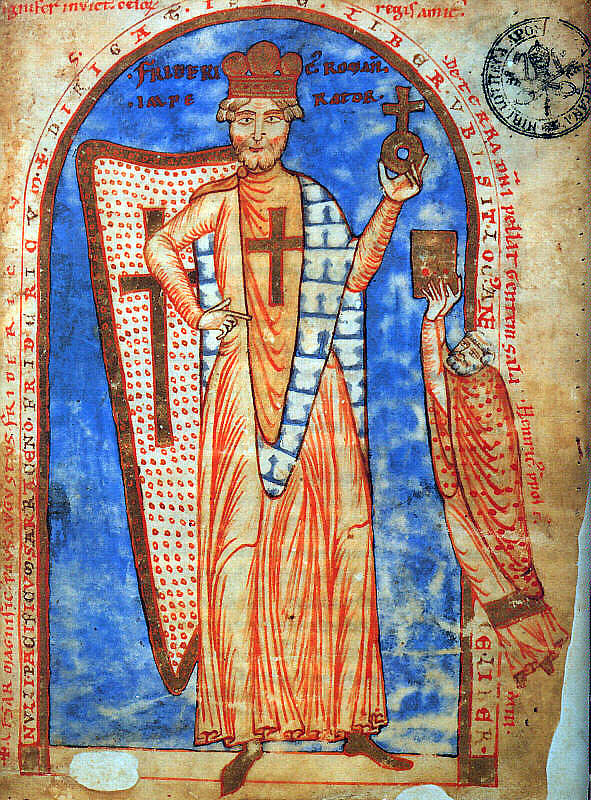
Fryderyk I Barbarossa, cesarz rzymski i krzyżowiec

Wydarzenia polityczne w 1122 roku.

## Wydarzenia
- 23 września zawarcie Konkordatu wormackiego[1][2][3]. przez cesarza Henryka V[4] i papieża Kaliksta II[5]
- Alfons I Waleczny założył Bractwo Belchite[6].
- Bitwa pod Beroją. Cesarz bizantyjski Jan II Komnen pokonał Pieczyngów[7].
- Konrad I został księciem Zähringen[8].
- Tbilisi zostało stolicą Gruzji[9].

## Urodzili się
- Eleonora Akwitańska, królowa Francji i Anglii[10].
- Fryderyk I Barbarossa, cesarz rzymski[11].

## Zmarli
- 9 sierpnia Kuno z Präneste, kardynał i legat papieski[12].
- Sybilla z Normandii, królowa Szkocji[13].